# Penicillin G
Penicillin G hay Benzylpenicillin tác dụng trên cầu khuẩn Gram (+) như tụ cầu, liên cầu, phế cầu và Gram (-) như não mô cầu, lậu cầu và một số trực khuẩn gram (+). Chúng không tác dụng trên trực khuẩn Gram(-) và tụ cầu tiét Penicilinase.
Bị dịch vị và beta lactamase phá hủy.